# 潮州之役
潮州之役，南明时代，郑成功势力先后和永历朝廷与清朝控制的潮州。
郝尚久是李成栋的部将，入广后奉命镇守潮州。1648年李成栋反清归明，郝尚久也归明，被永历帝封为新泰伯。郑成功叔侄觊觎广东潮州一带产粮区，1648年四月，郑鸿逵率领舟师三千余名来到潮州府属的揭阳县征粮收饷。郑鸿逵和郑成功在1649年到1650年多次出兵广东，同郝尚久争夺潮州府。1649年八月，郑鸿逵舟师与郝尚久军交战于揭阳，互有胜负。十二月十七日，郑成功亲率二十四镇至揭阳，每镇五百人，大举入潮州，与郑鸿逵会师，先后占领了潮州府属的海阳、揭阳、潮阳、惠来、普宁等县，1650年六月，间包围了潮州府城。
清朝平南王尚可喜、靖南王耿继茂军由江西南下，于1650年二月进抵广州城下。郝尚久镇守的潮州西面已归附清朝。东面遭到郑成功军的进攻，他同潮惠巡道沈时决定叛明降清。清朝福建漳州总兵王邦俊会同郝尚久击败郑成功，迫使郑军退回福建铜山。
1653年四月，郝尚久又起兵反清归明，据潮州所属各县。尚可喜、耿继茂率兵围攻。郑成功派兵救援潮州，不及。九月，耿继茂、昂邦章京喀喀木攻克潮州，郝尚久战死。